# Canton d'Orezza-Alesani
Pour les articles homonymes, voir Orezza (homonymie) et Alesani (homonymie).
Le canton d'Orezza-Alesani est une ancienne division administrative française située dans le département de la Haute-Corse et la collectivité territoriale de Corse.

## Géographie
Situé à l'est de l'arrondissement de Corte (bleuté sur la carte) et au cœur de la Castagniccia, le canton comprend deux pievi : la pieve d'Orezza et la pieve d'Alisgiani. Canton de Haute-Corse dans l'arrondissement de Corte dont le chef-lieu est Piedicroce qui compte 960 hab., 23 communes, 8 977 ha. Le nom est parfois écrit Orezza-Alesgiani.

## Histoire

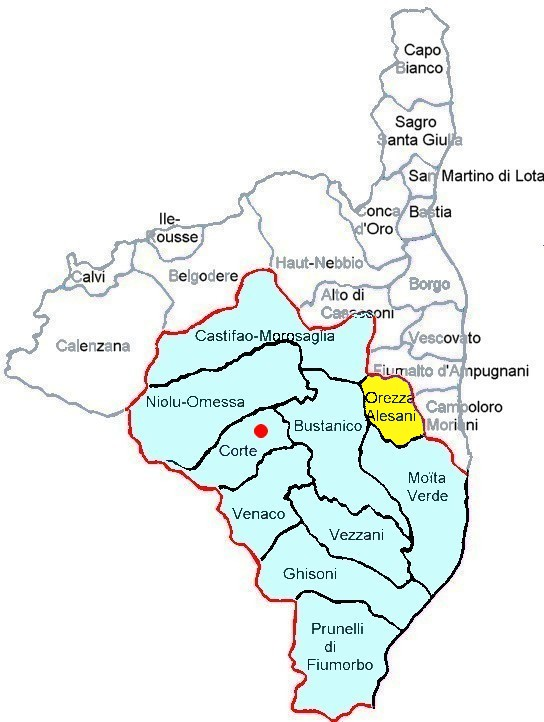
Localisation du canton d'Orezza-Alesani

De 1833 à 1848, les cantons de Piedicroce et de Valle-d'Alesani avaient le même conseiller général. Le nombre de conseillers généraux était limité à 30 par département.

## Représentation

### Conseillers généraux du canton de Piedicroce (1833-1973)
| Période | Période           | Identité                             | Étiquette     | Qualité                                                                            |
| ------- | ----------------- | ------------------------------------ | ------------- | ---------------------------------------------------------------------------------- |
| 1833    | 1836 (démission)  | Pierre Paoli d'Orezza (1796-1864)    |               | Maire de Piedicroce                                                                |
| 1836    | 1848              | M. Paoli (frère du précédent)        |               | Procureur du Roi près le Tribunal civil de Calvi puis procureur à Ajaccio          |
| 1848    | 1852 (décès)      | Joseph-Marie Paoli (1809-1852)       |               | Avocat, Piedicroce                                                                 |
| 1852    | 1858              | Nicolas Battesti                     |               | Ecclésiastique (vicaire)                                                           |
| 1858    | 1865 (démission)  | Comte Félix Bacciocchi               |               | Premier chambellan de l'Empereur Napoléon III Élu en 1865 dans le canton d'Ajaccio |
| 1865    | 1877              | J. Paoli                             |               | Employé au haras de Perpignan                                                      |
| 1877    | 1880              | M. Manfredi                          | Républicain   | Docteur en médecine                                                                |
| 1880    | 1886              | François Paoli                       | Bonapartiste  | Juge de paix du canton de Zicavo, maire de Piedicroce                              |
| 1886    | 1894 (démission)  | Frédéric Giocanti                    | Républicain   | Juge de paix à Morosaglia                                                          |
| 1894    | 1895 (annulation) | Maxime-Auguste Vincenti              | Républicain   | Maire de Piedicroce                                                                |
| 1896    | 1898              | Frédéric Giocanti                    | Républicain   | Juge de paix à Pietra                                                              |
| 1898    | 1899 (démission)  | M. Colombani                         |               | Propriétaire à Valle-d'Orezza                                                      |
| 1899    | 1904              | Louis Adriani                        | Radical       | Avocat à Corte Député (1910-1914)                                                  |
| 1904    | 1908 (décès)      | Frédéric Giocanti                    | Républicain   | Juge de paix à Pero-Casevecchie                                                    |
| 1908    | 1935 (décès)      | Giocondo Manfredi                    | Rad.          | Médecin à Granajola (Orezza) puis à Étréaupont (Aisne) Maire de Rapaggio (1919-?)  |
| 1935    | 1940              | Pierre Sébastien Monnier (1876-1955) | RG            | Médecin, originaire de Piedicroce                                                  |
|         |                   |                                      |               |                                                                                    |
| 1945    | 1973              | Nicolas Semidei                      | Rad. puis MRG | Maire de Velone-Orneto, ancien conseiller d'arrondissement                         |

### Conseillers d'arrondissement du canton de Piedicroce (de 1833 à 1940)
| Période                                  | Période      | Identité                     | Étiquette    | Qualité |
| ---------------------------------------- | ------------ | ---------------------------- | ------------ | --- |
| 1833                                     |              | Ch.Ph. Ristori               |              | Propriétaire à Piazzole                                                                                     |
| 1852                                     | 1855         | Antoine Raffalli             |              | |
| 1855                                     | 1862 (décès) | Vincent Salviani (1801-1862) |              | Médecin, Valle-d'Orezza                                                                                     |
| avant 1877                               |              | Paul Chipponi                |              | Maire de Rapaggio                                                                                           |
| 1889                                     |              | Ange Antoine Chipponi        | Bonapartiste | Maire de Rapaggio                                                                                           |
| 1919                                     |              | François Mathieu Alfonsi     |              | Maire de Brustico                                                                                           |
| 1937                                     | 1940         | Nicolas Semidei              | Radical      | Maire de Velone-Orneto                                                                                      |
| 1940                                     |              |                              |              | Les conseils d'arrondissement ont été suspendus par la loi du 12 octobre 1940 et n'ont jamais été réactivés |
| Les données manquantes sont à compléter. |              |                              |              | |

### Conseillers généraux du canton de Valle-d'Alesani (1833-1973)
| Période | Période           | Identité                                             | Étiquette             | Qualité |
| ------- | ----------------- | ---------------------------------------------------- | --------------------- | --- |
| 1833    | 1836 (démission)  | Pierre Paoli d'Orezza (1796-1864)                    |                       | Maire de Piedicroce |
| 1836    | 1848              | M. Paoli (frère du précédent)                        |                       | Procureur du Roi près le Tribunal civil de Calvi puis procureur à Ajaccio                                                  |
| 1848    | 1852              | Paul Massoni                                         |                       | Juge de paix du canton de Valle-d'Alesani, conseiller d'arrondissement                                                     |
| 1852    | 1855              | Félix Massoni                                        |                       | |
| 1855    | 1855 (annulation) | Charles-Auguste Colombani                            |                       | Percepteur du canton de Piedicroce, propriétaire à Pietricaggio                                                            |
| 1855    | 1864              | François Conneau                                     | Bonapartiste          | Premier médecin de l'Empereur Napoléon III Député de la Somme (1852-1867) Sénateur (1867-1870)                             |
| 1864    | 1883              | Paul-Emile Massoni (fils de P.D.Massoni) (1820-1898) | Bonapartiste          | Ecclésiastique (vicaire de l'Église Saint-Roch de Paris)                                                                   |
| 1883    | 1895              | Charles Mannoni                                      | Bonapartiste          | Avocat à Bastia |
| 1895    | 1902 (annulation) | Charles André Favalelli (1842-1911)                  | Républicain           | Avocat à Paris et à Bastia Préfet Directeur des manufactures de l'État puis Conseiller maître à la Cour des comptes, Paris |
| 1902    | 1904 (démission)  | Félix Decori                                         |                       | Avocat à Paris |
| 1904    | 1910              | Sébastien Gavini                                     | Républicain gaviniste | Avocat - Ancien député (1893-1898)                                                                                         |
| 1910    | 1919              | Joseph-Marie Bereni                                  |                       | Maire de Felce |
| 1919    | 1929 (décès)      | François Marie Marcantoni                            | RG                    | Médecin à Valle-d'Alesani                                                                                                  |
| 1929    | 1931              | Félix Vitali                                         | Rad.ind.              | |
| 1931    | 1937              | M. Béréni                                            | RG                    | |
| 1937    | 1940              | M. Vilani                                            | Rad.                  | |
|         |                   |                                                      |                       | |
| 1945    | 1958              | Albert François                                      | RG                    | |
| 1958    | 1964              | Hyacinthe Vinciguerra                                | Rad.                  | Maire de Perelli |
| 1964    | 1973              | François Riolacci                                    | UDR                   | Maire de Pietricaggio |

### Conseillers d'arrondissement du canton de Valle-d'Alesani (de 1833 à 1940)
| Période                                  | Période | Identité                 | Étiquette | Qualité |
| ---------------------------------------- | ------- | ------------------------ | --------- | --- |
| 1833                                     | 1845    | Paul Massoni (1785-1863) |           | Propriétaire à Valle-d'Alesani, ancien juge de paix                                                         |
| 1845                                     | 1852    | Charles-Mathieu Décorj   |           | Propriétaire à Valle-d'Alesani                                                                              |
| 1852                                     | 1861    | Félix Piazzoli           |           | Maire de Novale                                                                                             |
| 1861                                     |         | François Luporsi         |           | |
| avant 1877                               |         | Michel Marcantoni        |           | Notaire, propriétaire à Tarrano                                                                             |
| 1898                                     |         | M. Matrasi               |           | |
| 1934                                     | 1937    | M. Tristani              |           | |
| 1937                                     | 1940    | Félix Vitali             | Landryste | |
| 1940                                     |         |                          |           | Les conseils d'arrondissement ont été suspendus par la loi du 12 octobre 1940 et n'ont jamais été réactivés |
| Les données manquantes sont à compléter. |         |                          |           | |

### Conseillers généraux du Canton d'Orezza-Alesani (1973-2015)
| Période | Période      | Identité            | Étiquette        | Qualité                                                        |
| ------- | ------------ | ------------------- | ---------------- | -------------------------------------------------------------- |
| 1973    | 1994 (décès) | François Riolacci   | UDR puis RPR     | Maire de Pietricaggio                                          |
| 1995    | 2001         | Simon-Jean Raffalli | RPR              | Médecin, maire de Verdese Conseiller territorial               |
| 2001    | 2015         | Luc-Antoine Marsily | Démocrates (DVD) | Ancien maire de Pie-d'Orezza Vice-président du Conseil général |

## Composition
Le canton d'Orezza-Alesani regroupait vingt-trois communes et comptait 961 habitants (recensement de 1999 sans doubles comptes).
| Communes          | Population (2012) | Code postal | Code Insee |
| ----------------- | ----------------- | ----------- | ---------- |
| Campana           | 24                | 20229       | 2B052      |
| Carcheto-Brustico | 18                | 20229       | 2B063      |
| Carpineto         | 11                | 20229       | 2B067      |
| Felce             | 43                | 20234       | 2B111      |
| Monacia-d'Orezza  | 30                | 20229       | 2B164      |
| Nocario           | 42                | 20229       | 2B176      |
| Novale            | 69                | 20234       | 2B179      |
| Ortale            | 25                | 20234       | 2B194      |
| Parata            | 27                | 20229       | 2B202      |
| Perelli           | 110               | 20234       | 2B208      |
| Piazzali          | 13                | 20234       | 2B216      |
| Piazzole          | 43                | 20229       | 2B217      |
| Piedicroce        | 117               | 20229       | 2B219      |
| Piedipartino      | 19                | 20229       | 2B221      |
| Pie-d'Orezza      | 25                | 20229       | 2B222      |
| Pietricaggio      | 54                | 20234       | 2B227      |
| Piobetta          | 30                | 20234       | 2B234      |
| Rapaggio          | 10                | 20229       | 2B256      |
| Stazzona          | 33                | 20229       | 2B291      |
| Tarrano           | 27                | 20234       | 2B321      |
| Valle-d'Alesani   | 124               | 20234       | 2B334      |
| Valle-d'Orezza    | 49                | 20229       | 2B338      |
| Verdèse           | 18                | 20229       | 2B344      |

## Démographie
| 1975  | 1982  | 1990 | 1999 | 2006  | 2011  | 2012  |
| ----- | ----- | ---- | ---- | ----- | ----- | ----- |
| 1 583 | 1 359 | 944  | 961  | 1 020 | 1 041 | 1 034 |